# Чодраял (Волзький район)
Чодрая́л (рос. Чодраял, марій. Чодыраял) — присілок у складі Волзького району Марій Ел, Росія. Адміністративний центр Карамаського сільського поселення.
До 2014 року присілок називався Чодираял, хоча в радянські часи мав назву Чодраял.

## Населення
Населення — 1084 особи (2010; 1103 у 2002).
Національний склад (станом на 2002 рік):
- марі — 98 %